# Максимово (Воткінський район)
Макси́мово (рос. Максимово) — присілок у Воткінському районі Удмуртії, Росія.
Населення становить 42 особи (2010, 41 у 2002).
Національний склад (2002):
- росіяни — 95 %

Урбаноніми:
- вулиці — Лісова, Логова, Польова, Центральна